# Contea di Xiangfen
La contea di Xiangfen (襄汾县S, Xiāngfén XiànP) è una contea della Cina, situata nella provincia dello Shanxi e amministrata dalla prefettura di Linfen.